# Irina Nikitina
Irina Nikitina (ros. Ирина Никитина; ur. 16 czerwca 1961) – rosyjska lekkoatletka specjalizująca się w długich biegach średniodystansowych. W czasie swojej kariery reprezentowała Związek Socjalistycznych Republik Radzieckich.

## Sukcesy sportowe
W 1978 startowała w rozegranych w Bukareszcie zawodach "Przyjaźń-1978", zwyciężając w biegach na 800 oraz 1500 metrów. Największy sukces w karierze odniosła w 1979 w Bydgoszczy, gdzie zdobyła złoty medal mistrzostw Europy juniorek w biegu na 1500 metrów, z czasem 4:10,50. W 1979 ustanowiła w Podolsku rekord świata juniorów w biegu na 1000 metrów, z czasem 2:35,4.

## Rekordy życiowe
- bieg na 800 metrów – 2:00,28 – Warszawa 13/06/1980
- bieg na 1000 metrów – 2:35.4 – Podolsk 05/08/1979
- bieg na 1500 metrów – 4:00,18 – Podolsk 22/08/1982
- bieg na 3000 metrów – 8:45,70 – Podolsk 21/08/1982